# Cala Chilches
Cala Chilches (Cala Chílchez) es una playa situada en el municipio español de Albuñol, en la provincia de Granada, comunidad autónoma de Andalucía.